# Собор Святого Иосафата (Эдмонтон)
 Собор Святого Иосафата (англ. St. Josaphat Cathedral) — католическая церковь, находящаяся в городе Эдмонтон, провинция Альберта, Канада. Церковь освящена в честь святого Иосафата и является кафедральным собором Эдмонтонской епархии Украинской грекокатолической церкви.

## История
В 1902 году в Эдмонтоне монахами-василианами был основан приход Украинской греко-католической церкви. С 1904 года в городе была построена небольшая церковь для украинских католиков византийского обряда. Строительство современной церкви Святого Иосафата началось в 1938 году под руководством священника из Бельгии о. Филиппа Рух, сочетавшего в проекте храма украинское барокко с западноевропейскими элементами. Этот же священник построил греко-католический собор Святого Георгия в Саскатуне.
Строительство храма продолжалось с 1939 по 1947 год. В 1948 году церковь стала кафедральным собором Апостольского экзархата Украинской грекокатолической церкви. После образования Эдмонтонской епархии храм стал кафедральным собором этой епархии.